# نوک‌شاخ بردفیلد
 نوک‌شاخ بردفیلد (نام علمی: Tockus bradfieldi) نام یک گونه از تیره نوک‌شاخ است.